# Kristian Álvarez
Kristian Omar Álvarez Nuño est un footballeur mexicain né le 20 avril 1992 à Zapotlanejo. Il évolue au poste de défenseur avec les Tiburones Rojos Veracruz.